# Acanthovalva
Acanthovalva is een geslacht van vlinders van de familie spanners (Geometridae), uit de onderfamilie Ennominae.

## Soorten
- A. bilineata (Warren, 1895)
- A. capensis Krüger, 2001
- A. focularia (Geyer, 1837)
- A. inconspicuaria (Hübner, 1819)
- A. itremo Krüger, 2001
- A. magna Krüger, 2001